# Пунта дел Монте (Арандас)
Пунта дел Монте (шп. Punta del Monte) насеље је у Мексику у савезној држави Халиско у општини Арандас. Насеље се налази на надморској висини од 2061 м.

## Становништво
Према подацима из 2010. године у насељу су живела 3 становника.

### Хронологија
| Година       | 2000 | 2005      | 2010 |
| ------------ | ---- | --------- | ---- |
| Становништво | 5    | 9 (3 / 6) | 3    |

### Попис
| # | Индикатор                     | Вредност |
| - | ----------------------------- | -------- |
| 1 | Укупно домаћинстава           | 24       |
| 2 | Укупно насељених домаћинстава | 2        |
| 3 | Величина локације             | 1        |